# Anca Măroiu
Anca Măroiu (nacida como Anca Băcioiu, Craiova, 5 de agosto de 1983) es una deportista rumana que compitió en esgrima, especialista en la modalidad de espada.
Ganó tres medallas en el Campeonato Mundial de Esgrima, en los años 2010 y 2011, y seis medallas en el Campeonato Europeo de Esgrima entre los años 2006 y 2012.
Participó en los Juegos Olímpicos de Londres 2012, ocupando el quinto lugar en la prueba individual y el sexto en la de equipos.

## Palmarés internacional
| Campeonato Mundial | Campeonato Mundial      | Campeonato Mundial | Campeonato Mundial |
| Año                | Lugar                   | Medalla            | Prueba             |
| ------------------ | ----------------------- | ------------------ | ------------------ |
| 2010               | París (Francia)         | Medalla de oro     | Espada por equipos |
| 2011               | Catania (Italia)        | Medalla de oro     | Espada por equipos |
| 2011               | Catania (Italia)        | Medalla de bronce  | Espada individual  |
| Campeonato Europeo |                         |                    |                    |
| Año                | Lugar                   | Medalla            | Prueba             |
| 2006               | Esmirna (Turquía)       | Medalla de oro     | Espada por equipos |
| 2006               | Esmirna (Turquía)       | Medalla de bronce  | Espada individual  |
| 2009               | Plovdiv (Bulgaria)      | Medalla de oro     | Espada por equipos |
| 2011               | Sheffield (Reino Unido) | Medalla de oro     | Espada por equipos |
| 2012               | Legnano (Italia)        | Medalla de plata   | Espada individual  |
| 2012               | Legnano (Italia)        | Medalla de plata   | Espada por equipos |